# ويليام وايلي جالت
ويليام وايلي جالت (بالإنجليزية: William Wylie Galt)‏ هو عسكري أمريكي، ولد في 19 ديسمبر 1919 في Geyser, Montana ‏ في الولايات المتحدة، وتوفي في 29 مايو 1944 في إيطاليا.